# محوطه سقندیل آ
محوطه سقندیل آ مربوط به قرون میانه اسلامی است و در شهرستان ورزقان، بخش مرکزی، دهستان از و مدل جنوبی، روستای سقندیل واقع شده و این اثر در تاریخ ۸ بهمن ۱۳۸۵ با شمارهٔ ثبت ۱۷۱۰۴ به عنوان یکی از آثار ملی ایران به ثبت رسیده است.